# 浜網走駅

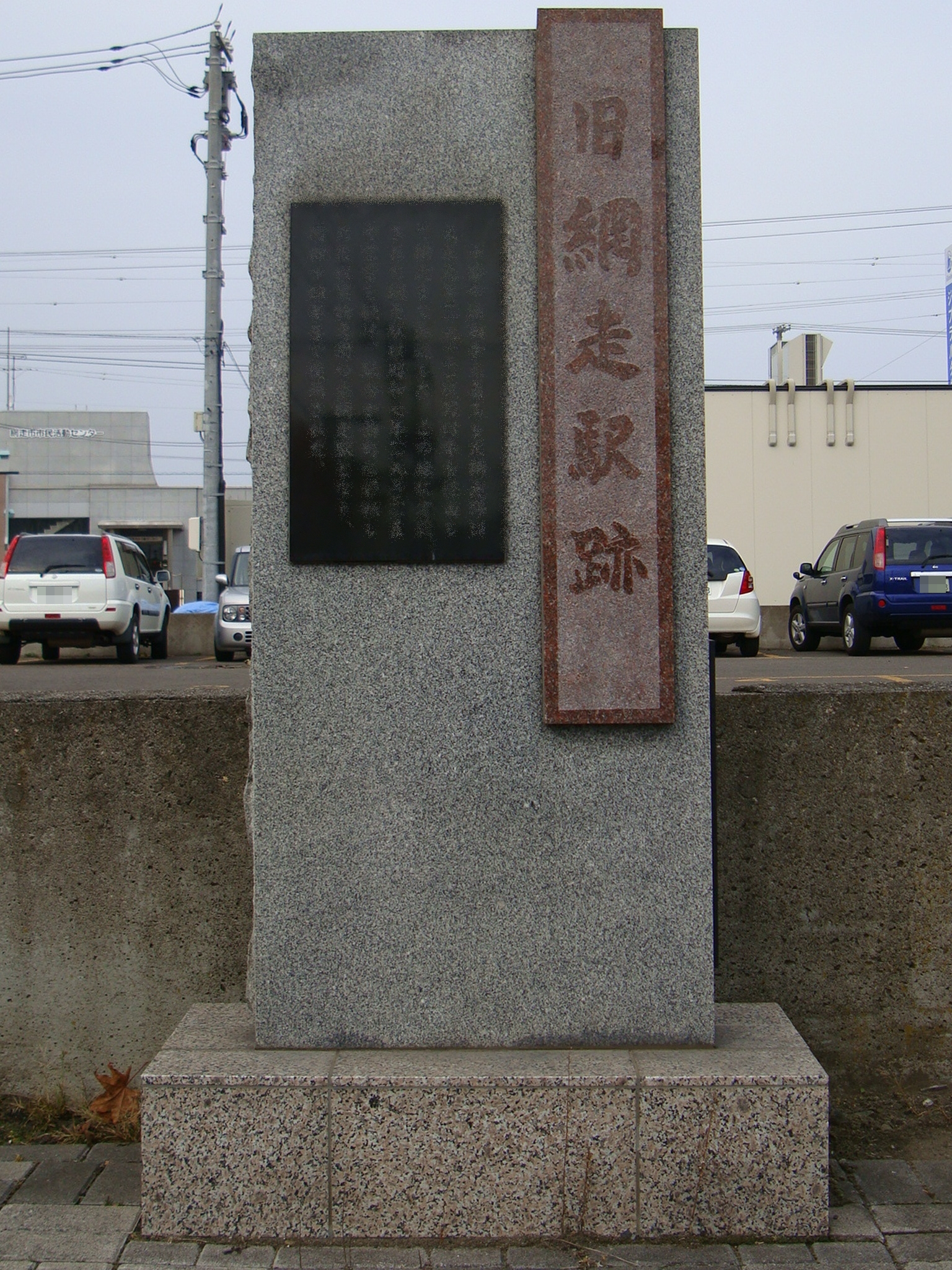
移転前の浜網走駅・網走駅跡地碑（2009年10月）

浜網走駅（はまあばしりえき）は、かつて北海道網走市新町3丁目にあった日本国有鉄道（国鉄）石北本線（貨物支線）の駅である。事務管理コードは▲122551。

## 歴史
1932年（昭和7年）、網走駅移転による旧駅を残し、貨物専用駅として開業したのが当駅である。その後、周辺の市街地化で手狭になったことから、1969年（昭和44年）に南新町（通称白樺町）の引揚者住宅跡地に移転している。
1984年（昭和59年）2月1日の貨物支線廃線により廃駅となった。

### 年表
- 1932年（昭和7年）12月1日：網走駅移転により（旧）網走駅を浜網走駅に改称[1]。旅客扱いを廃し貨物のみ取り扱い[1]。
- 1949年（昭和24年）6月1日：公共企業体である日本国有鉄道に移管。
- 1969年（昭和44年）
  - 11月1日：移転、改キロ[1]。
  - 11月4日：駅舎完成[4]。
- 1984年（昭和59年）2月1日：貨物支線廃止により浜網走駅廃駅[1]。

## 駅構造
本線に面して非常に緩やかな鈍角を挟んだ2辺をそれぞれ別の線が使用する鈍角山形状のコンテナホーム1面2線、その裏側に櫛形の一般貨物ホーム3面3線、及び留置線3本を有した。うち一般貨物1面のみ屋根付きであった。
移転後の当駅の位置は呼人駅（湧網線も含めると大曲仮乗降場）と網走駅の間であったが、貨物支線は網走駅を経由する構造であったため、書類上は移転前と同じく網走駅の後となっていた。
貨物支線は網走駅の入換作業線として「西高前踏切」付近までの数百メートルが残されている。
| 西高前踏切からの様子左：網走方。右側が旧貨物支線の入換作業線。右：呼人方。左側の旧貨物支線が当駅に向かっていた。本線を挟んで貨物支線の反対側に見える道床は湧網線のもの。   |  | 西高前踏切からの様子左：網走方。右側が旧貨物支線の入換作業線。右：呼人方。左側の旧貨物支線が当駅に向かっていた。本線を挟んで貨物支線の反対側に見える道床は湧網線のもの。 |
| 西高前踏切からの様子 左：網走方。右側が旧貨物支線の入換作業線。 右：呼人方。左側の旧貨物支線が当駅に向かっていた。本線を挟んで貨物支線の反対側に見える道床は湧網線のもの。 |  | |

## 駅周辺

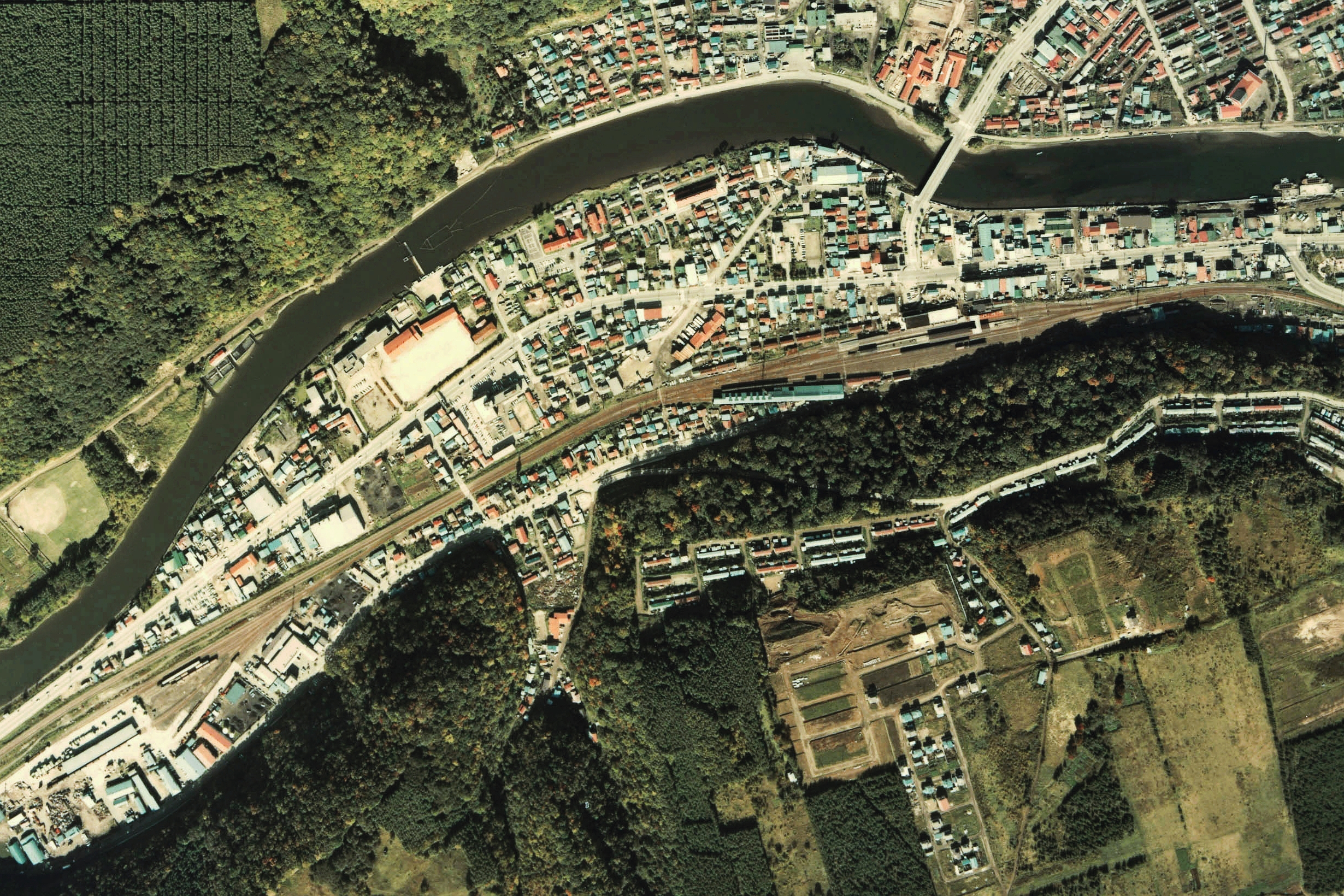
1977年の浜網走駅（左下）と網走駅（中央）の様子。
初代浜網走駅（当初は初代網走駅）は右端、本線川側に保線車用の引込み線と青い屋根の車庫があるが、その延長上に見える公園から東の網走橋まで、現在の南3条西4丁目から同西1丁目までの網走川側が構内であった。1948年撮影の米軍航空写真では構内網走川側に入り江状の貯木場が設けられているが、1953年の写真では埋められている。網走橋付近の堤防側には網走水産冷蔵や日魯冷蔵等の冷蔵倉庫が設けられ、多数の側線と転車台を有していた。また、昭和23年からはディーゼル機関車による簡易鉄道の「臨港軌道」が、これらの倉庫脇から網走川堤防に沿って、築港（現在の南4条東6丁目）にあった日魯缶詰工場や日水捕鯨工場付近まで敷かれ、水産物やその加工品等の貨物を駅まで運搬していた。（廃止時期に付いては不明）
移転後は、網走駅を経由する形で、貨物線が石北本線に沿って二代目浜網走駅まで敷かれ、本線側にコンテナホーム、山側に幾つかの貨物ホームを有していた。また、周辺には日通などの運輸会社が軒を並べていた。現在はこの貨物駅は無くなり、私有地になっている。

網走川側の国道と天都山側の市道に挟まれた場所に位置し、駅事務所などは市道側に置かれた。現在も北見通運（かつては日本通運であったが網走港付近に移転）の事務所があり、鉄道コンテナが積まれトラック輸送の拠点となっている。駅跡地はそのまま放置されていたが、後に売却され1996年（平成8年）に斎場が開業している。
- 国道39号
- 網走市立西小学校
- 網走公共職業安定所
- 網走バス車庫
- 網走バス「ハローワーク前」停留所

## 隣の駅
日本国有鉄道
石北本線（貨物支線）
網走駅 - 浜網走駅